# Estación Negrete
La Estación Negrete fue una estación de ferrocarriles parte del ramal Coihue-Mulchén, ubicada en la comuna de Negrete, región del Biobío. Actualmente ya no presta servicios y no quedan restos de la estación.

## Historia
Desde su planificación original en 1882, el ramal consideró poseer una estación en el poblado con el fin de favorecer los intereses locales.
La construcción del ramal comenzó desde la estación Coihue hacia Mulchén, siendo Negrete una de las estaciones del recorrido, y quedando comunicados con la red central el 1 de enero de 1893; sin embargo, debido a problemas con la empresa constructora, el 1 de julio de 1896 se inaugura el servicio hasta la estación Mulchén.
La estación dejó de entregar servicios en la década de 1980, finalmente siendo dado de baja todo el ramal en 1998 y levantada su infraestructura en 2004.
Actualmente no quedan restos de la estación; desde 2017 se busca modificar el plano regulador comunal, cambiando el uso del suelo de la estación de industrial a habitacional con el fin de obtener suelo para viviendas sociales. En el terreno del recinto se encuentra el campamento «Avenida Estación».

## Infraestructura y desvío
La estación poseía un desvío local además de la línea principal, un edificio de la estación y una bodega, además de poseer un desvío hacia el lastre por la calle Néstor del Río. Este desvío permitía recolectar en gran cantidad material sedimentario del río Biobío.